# Keleti Béla (építész)
Keleti Béla, született: Keller Béla, 1886-tól Keleti Béla (?, 1867. február 17. –‎ Budapest, 1919. február 16.), magyar építész, építőmester és vállalkozó.

## Életrajz

### Családja
- Apja: Keller (Keleti) János Péter József (Nádudvar, 1837. július 2. – Hajdúsámson, 1913. február 20.), szabómester. Minden bizonnyal özvegy ember volt, amikor elvette az akkor már elvált Liptay Sárát.
- Anyja: Liptay Sára (Szatmárnémeti, 1844. április 28. – Kolozsvár, 1902. május 14.). Házasságot kötöttek 1873. augusztus 4-én, Kolozsváron.

A házasságból a következő gyermekek születtek:
- Keleti Kornélia (Kolozsvár, 1869. április – ?), férje, kovácsvágási Bodnár Antal patikus volt Vecsésen és mindketten ott haltak meg.
- Dr. Kelety Géza (Kolozsvár, 1874. szeptember 27. – Gyula, 1952. június 8., Magyar Királyi Rendőrfőkapitányhelyettes, Az Országos Bűnügyi Nyilvántartóhivatal Igazgatója, Rendőrmúzeum megalapítója, később igazgatója.)

Keleti János korábbi, nem ismert nevű első feleségétől született még egy leánya:
- Irma (1867 – 1916. július 16.), férje (1887) Kádár Imre

Családfa:
Dédszülők: 
- Keller János (született Rakamazon 1781 évben)
- Felesége Kricska Mária,

Házasságot kötöttek Rakamazon 1799. május 26-án.
Nagyszülők: 
- Keller József (született Rakamazon 1803. március. 19., meghalt Rakamazon 1850. október. 8.)
- Felesége Dobé Mária

Keleti Béla nem nősült meg, gyermekei nem voltak.

### Tanulmányai
Középiskolai tanulmányait többek között a kolozsvári Unitárius Főgimnáziumban, a Katolikus és Református Gimnáziumban, valamint a polgári fiúiskolában végezte. Szakmai ismeretekre az Ipartanodában tett szert (1884–1887), majd Alpár Ignác irodájában dolgozott Budapesten 1888–1889-ben.

### Munkássága

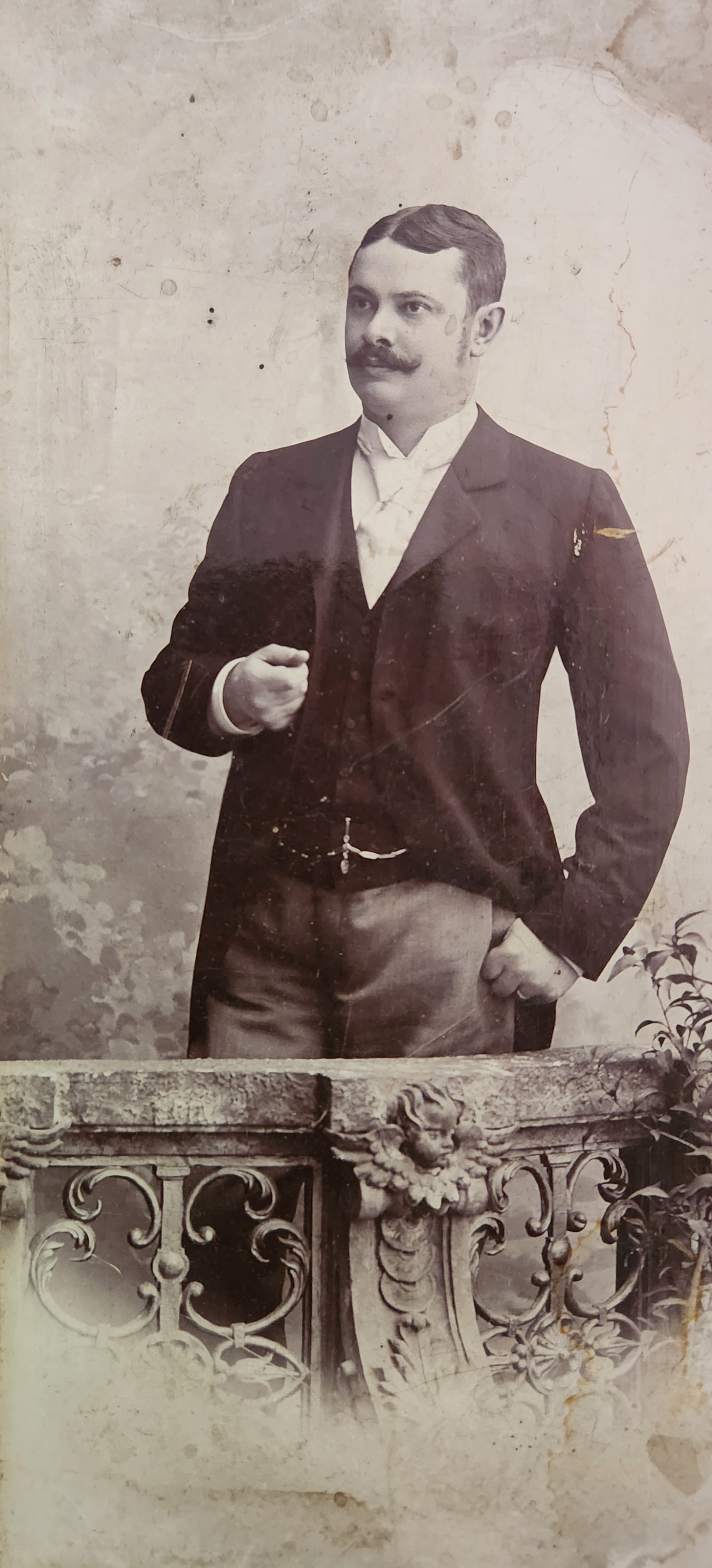
Keleti Béla fényképe (1910-es évek)

1893-ban először Kolozsvárott hozott létre egy rövid életű vállalkozást. A későbbiekben országszerte (Kiskunfélegyháza, Kézdivásárhely, Kolozsvár, Kecskemét) vállalt munkákat, de tevékenységének fő színhelye Marosvásárhely volt.
1899-ben részt vett a Magyar Állami Földtani Intézet (MÁFI) építésében. A műemléki védelem alatt álló szecessziós épület Lechner Ödön tervei szerint, Hauszmann Sándor irányításával készült el.
1903-ban még Kolozsvárott, de 1904 májusától már Marosvásárhelyen mutatható ki a tevékenysége. A Széchenyi tér 38. szám alatt nyitott irodát, melyet később a Széchenyi tér 39. szám alatti telken említenek a levéltári források (?). Kezdetben egy kevésbé jelentős helybéli, iparengedéllyel rendelkező építőmesterrel, Nagy Lajossal dolgozott közösen.
Egyik első marosvásárhelyi munkája 1905-ben a Hirschmann Adolfné számára emelt kis lakóház (Marosvásárhely, Rózsák tere 18.), amely a magyaros szecesszió egyik korai emlékének számít a városban. Ezt követően egy ideig ebben a házban működött építészeti irodája is, iparengedélyét ugyanis erre a házszámra bocsátották ki.
Kevés munkáját ismerjük Marosvásárhelyen, ennek oka egyrészt az erős helyi konkurencia, ám heves természete sem segíthette érvényesülését (párbajokig fajuló nézeteltérései ismertek helybéli munkatársaival, mérnökökkel), ahogy vélhetően a Feigenbaum többszintes építkezésén bekövetkezett, műhibából fakadó munkabaleset sem.
Főleg kisebb családi házakat és bérházakat tervezett, az 1900-as évek második felében egyértelműen a lechneri (Lechner Ödön) formavilág jegyében. Ezek közül említésre méltó a Feigenbaum család és a Marosi család számára épített házak.
Ennek köszönhető, hogy főleg kisebb családi házakat és bérházakat tervezett, az 1900-as évek első felében egyértelműen a lechneri (Lechner Ödön) formavilág jegyében, kiemelkednek ezek közül a Feigenbaum és Marosi család számára építettek.
Keleti emellett számos épület-bővítési és átalakítási munkában vett részt Marosvásárhelyen, melyek közül kiemelkedik 1910-ben a Korzó kávéház (Bissinger ház) átalakítása. 1914-ben még biztosan a városban tartózkodott, sógora, Bodnár Antal drogériája számára tervezett kirakatot.
Az első világháborúban katonai szolgálatot teljesített, ahonnan 1917-ben tért vissza

### Halála
1919. február 16-án hunyt el Budapesten egy nappal az ötvenkettedik születésnapja előtt. Budapesten temették el a Fiumei úti sírkert 40-6-65 parcellájba, sírhelye ma már jelöletlen.

## Építészeti munkássága

### A Magyar szecessziós építészet Keleti Béla korában
Erdély Szecessziós épületei:
„Az összeállítás internetes források szerkesztett szemelvénygyűjteménye. Készítette Dittrichné Vajtai Zsuzsánna 2013.”
Alpár Ignác Építész-műhely Kelety Géza korában.
Fő tevékenysége Marosvásárhelyre kötődik.
„Marosvásárhely ipari termelés és városfejlődés tekintetében első helyen állt Székelyföldön ugyanis 1900-ban a lakosság 36%-a élt kisipari tevékenységből. Ezek közül a lefejlettebb iparágak a cipész-csizmadia, asztalos, szabó, hentes- és mészárosipar voltak. A gazdasági fellendülésben a gyáripar megerősödése is közrejátszott. 1911-ben például harmincöt olyan jelentősebb vállalat működött a városban, amely legalább tíz munkást foglalkoztatott. Ide tartozik Keleti Béla, a Rózsák tere 18. szám alatt álló épület tervezőjének építési vállalata is, aki 1910-ben 25 főt alkalmazott.

### Ismert munkáinak, épületeinek listája
| Leírás                                              | Helység, cím                                         | Építés éve | Megjegyzés | Kép | További képek a Wikimédia Commonson |
| --------------------------------------------------- | ---------------------------------------------------- | ---------- | --- | --- | ----------------------------------- |
| Ipolyi Keller-családi ház                           | Budapest XI. kerület, Balogh Tihamér u. 7.           | 1895 k.    | Kérdéses szerzőség. |     |                                     |
| Magyar Állami Földtani Intézet belsőépítészi munkái | Budapest, Stefánia út 14.                            | 1899       | |     |                                     |
| Miskolc-Tiszai vasútállomás                         | Miskolc, Kandó Kálmán tér 1–3.                       | 1899–1901  | Pfaff Ferenc tervező mellett Léhne Henrik és Godnaucz Károly vállalkozók művezetője Weszelovszky Bélával. |     |                                     |
| Vármegyeháza (ma: Városháza)                        | Kolozsvár, Külmonostor utca (str. Moților) 1-3.      | 1903       | Tervező: Alpár Ignác, Keleti kivitelező volt. |     |                                     |
| Rudolf-kórház bővítése pavilonnal                   | Kézdivásárhely                                       | 1905       | Tervező: Bobula János. |     |                                     |
| Fogházépület tatarozása                             | Marosvásárhely, Str. Justitiei 10.                   | 1905       | |     |                                     |
| Bissingen-palota bérházzá alakítása                 | Marosvásárhely, Str. Bartók Béla 1.                  | 1905-1906  | |     |                                     |
| Feigenbaum-palota                                   | Marosvásárhely, Rózsák tere (Piata Trandafilior) 43. | 1906-1907  | Tervező és kivitelező. |     |                                     |
| Vámos-ház                                           | Marosvásárhely, Rózsák tere 18.                      | 1905       | Itt működött 1906 és 1920 között Hirsch Mór nyomdája, papír- és könyvkereskedése. Jelenlegi tulajdonosa törekszik az épület teljes restaurálására. Szentendrei Skanzenben az eredeti pontos másolatában felépült 2022-ben. |     |                                     |
| Marosi-ház                                          | Marosvásárhely, Strada Cuza Voda 34.                 | 1906       | Közelmúltban homlokzata felújításra került. |     |                                     |
| Marosi-ház                                          | Marosvásárhely, Strada Cuza Voda 36.                 | 1906       | Közelmúltban homlokzata felújításra került. |     |                                     |
| Ikerház a Bissinger-palota kertjében                | Marosvásárhely, Fő tér – Bartók Béla u. sarka        | 1909       | Pusztuló állapotban. Szerzőség kérdéses. |     |                                     |
| dr. Kovács-ház                                      | Marosvásárhely, Str. Retezatului sarok               | 1910       | |     |                                     |
| Szecessziós házterv                                 | Budapest XI. kerület, Ménesi és Szüret u. sarka      | 1915 k.    | Kérdéses szerzőség. |     |                                     |
| földszintes lakóház és műhely                       | Marosvásárhely, Korzó köz                            | nem ismert | A helyi Nemzeti Színház építésekor lebontották. |     |                                     |
| Vámos-ház pontos másolata                           | Szentendre, Sztaravodai út 75.                       | 2022       | A másolat a Szentendrei Szabadtéri Néprajzi Múzeumban. |     |                                     |

## Emlékezete

### Replika a Szentendrei Skanzenben
Egyik első marosvásárhelyi munkája, a Hirschmann-ház (1905), ma Vámos-ház replikája 2022 óta a szentendrei Szabadtéri Néprajzi Múzeumban (Skanzen) található.

### Bernády polgármester emlékkiállítás Marosvásárhelyen
2024-ben Marosvásárhelyen a Kúltúrpalotában nyílt állandó kiállítás Bernády György polgármester tevékenységéről (Viszonyrendszerek és kapcsolati hálók). A kiállításon bemutatásra került Keleti Béla építészeti munkássága is. A kiállítás főkurátora dr. Orbán János muzeológus így ír róla:
Tanulmányai végeztével a kiváló építész, Alpári Ignácz irodájába került Budapesten. 1898-ban Lechner Ödön kiemelkedő művének az építőtelepén találkozunk vele művezetőként. […] Munkássága […] jelentős, hiszen az első egyike volt a városban, aki a markánsan a Lechner Ödön által teremtett magyaros stílusban dolgozott, már az irányzat példaadó alkotásának számító Városháza megépülte előtt is.